# Carex punctata
Carex punctata je druh jednoděložné rostliny z čeledi šáchorovité (Cyperaceae), rodu ostřice (Carex).

## Popis
Jedná se o rostlinu dosahující výšky nejčastěji 15–40, zřídka až 60 cm. Je vytrvalá, trsnatá s krátkými oddenky. Listy jsou střídavé, přisedlé, s listovými pochvami. Lodyha je tupě trojhranná, hladká, přímá až vystoupavá. Bazální pochvy jsou tmavě hnědé. Čepele jsou do 3–6, zřídka až 8 mm široké, svěže zelené. Carex punctata patří mezi různoklasé ostřice, nahoře je klásek samčí, dolní klásky jsou pak samičí. Dolní listen je kratší až o něco delší než květenství. Samčí klásek je většinou 1. Samičích klásků je nejčastěji 3, řidčeji jen 2, jsou krátce válcovité, asi 1–1,5 cm dlouhé, stopkaté. Okvětí chybí. V samčích květech jsou zpravidla 3 tyčinky. Blizny jsou většinou 3. Plodem je mošnička, která je nejčastěji 3–4 mm dlouhá, žlutavá, za zralosti rovnovážně odstálá, vejčitá až široce vejčitá, kromě okrajových žilek nezřetelně žilnatá, lesklá, za suchého stavu skvrnitá, na vrcholu zúžená v krátký dvouzubý zobánek. Každá mošnička je podepřená plevou, která je zelenavá s blanitým okrajem, osinkatě zašpičatělá, kratší než mošnička.

## Rozšíření ve světě
Carex punctata se vyskytuje hlavně v západní Evropě, od Pyrenejského poloostrova po Velkou Británii a Irsko, zasahuje až do jižní Skandinávie a severního Polska. Dále ji najdeme na Azorských ostrovech a ve Středomoří a okolí, nějaké lokality jsou i v severní Africe. V České republice ani na Slovensku neroste.